# 소닉 엑스트림
소닉 엑스트림은 1996년 세가 새턴으로 나올 예정이었으나 취소된 3D 플랫폼 게임이다. 초기 디자인으로 메가 드라이브 기반 2D 플랫폼 게임을 구상하였으나 여러자지 개발 문제로 취소되었다. 

## 취소 이후

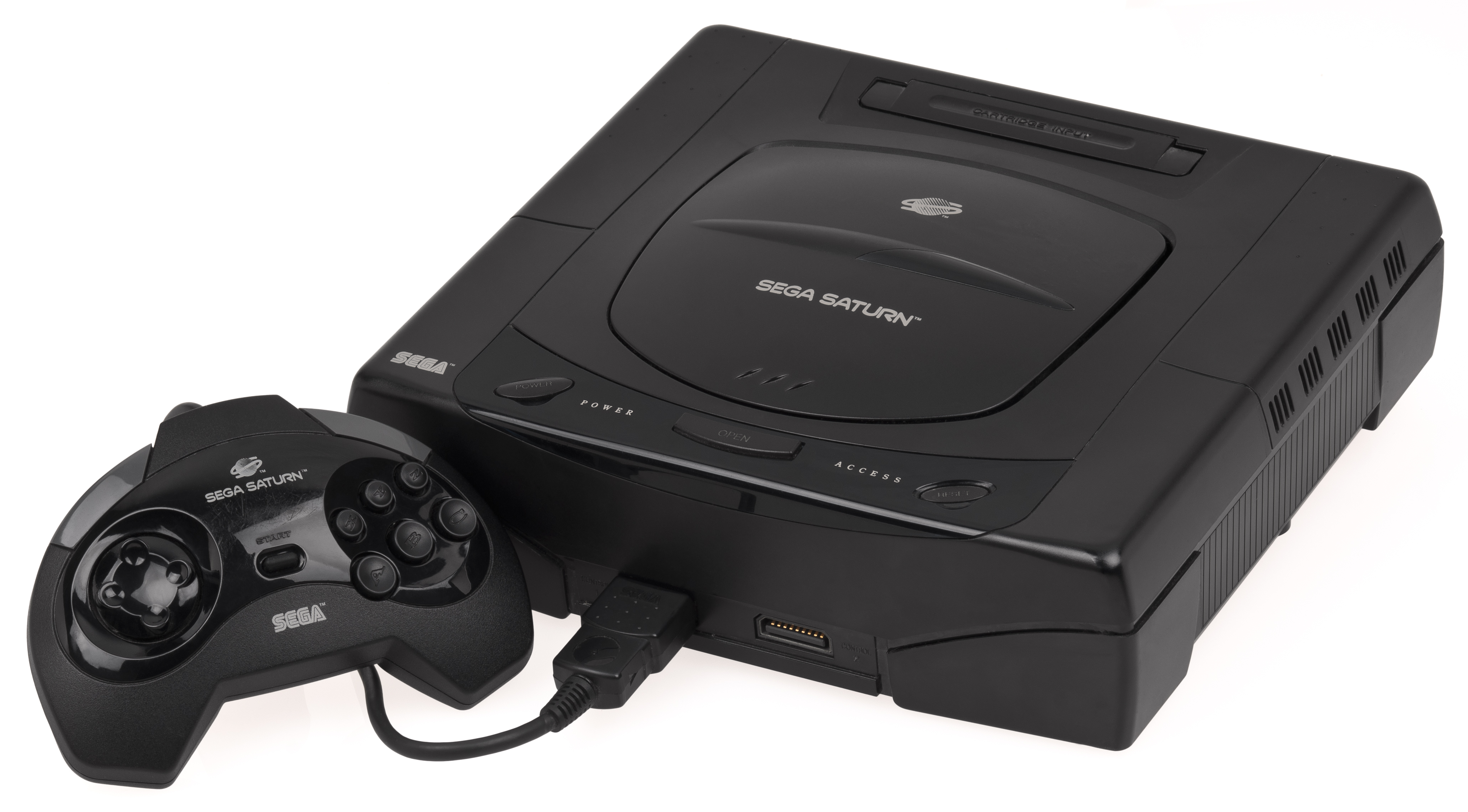
엑스트림의 취소에 의해, 세가 새턴으로 나온 오리지널 소닉 게임은 더 이상 나오지 않았다.

엑스트림의 취소로 인해 메가 드라이브 기반의 소닉 3D 블래스트에 온 시선을 집중시켰고 이후 나이츠 인투 드림즈를 소개 시켰다. 이후 드림캐스트 기반의 소닉 어드벤처를 만들기 시작했으며, 엑스트림의 그래픽은 소닉 잼으로 옮겨갔다.

## 같이 보기
- 개발 지옥